# Velta Skurstene
Velta Skurstene, née le 19 décembre 1930 et morte le 12 novembre 2022, est une actrice lettone de théâtre, de radio et de cinéma,,. Elle a joué dans divers films lettons, y compris Kapteiņa Enriko pulkstenis (lv), Dāvana vientuļai sievietei (lv), Meldru mežs (lv), Un rasas lāses rītausmā (lv) et Džimlai rūdi rallallā (lv), ainsi que dans le téléfilm Aktrise Ragārēs (lv).